# Martha Hedman
Pour les articles homonymes, voir Hedman.
Martha Hedman (née le 12 août 1883, morte le 20 juin 1974) est une actrice de théâtre américano-suédoise, ayant fait une partie de sa carrière à Broadway.

## Biographie
Née à Östersund en Suède, elle étudie le théâtre avec Siri von Essen, la femme du dramaturge et romancier August Strindberg. Sa première apparition sur scène est en 1905 à Helsinki. Durant les six années suivantes elle se produit en Finlande, Suède et Allemagne dans des pièces de William Shakespeare, Léon Tolstoï, Gerhart Hauptmann et Ludwig Fulda. En 1912 le producteur Charles Frohman l'emmène aux États-Unis où elle partage la scène avec John Drew. Elle apparait dans un seul film au cinéma en 1915. Elle a été mariée avec le dramaturge Henry Arthur House.

## Théâtre
- 1912 : The Attack
- 1913 : Liberty Hall
- 1913 : Indian Summer
- 1914 : The Heart of a Thief
- 1915 : The Trap
- 1915 : The Boomerang
- 1919 : Three for Diana
- 1919 : Forbidden
- 1920 : The Hole in the Wall
- 1922 : The Woman Who Laughed
- 1922 : Persons Unknown
- 1926 : What's the Big Idea
- 1935 : For Valor
- 1942 : The First Crocus

## Filmographie
- 1915 : The Cub de Maurice Tourneur